# Посматрачи (филм из 1988)
Посматрачи (енгл. Watchers) канадско-амерички је хорор филм из 1988. године, редитеља Џона Хеса, са Коријем Хејмом и Мајклом Ајронсајдом у главним улогама. Представља адаптацију истоименог романа Дина Кунца. Извршни продуцент филма је Роџер Корман. Радња прати тинејџера који доспева у проблеме када присвоји веома интелигентног пса, одбеглог из лабораторије за биолошка истраживања, не знајући да за псом трага крволочно чудовиште из исте лабораторије.
Обојица главних глумаца су у то време била веома популарна међу љубитељима хорор филмова. Хејм се прославио главним улогама у филмовима Сребрни метак (1985) и Изгубљени дечаци (1987), док се Ајронсајд појавио у Контролорима (1981) и Матурској вечери 2 (1987). Продуцентска кућа Јуниверсал пикчерс дистрибуирала је филм у САД током децембра 1988. године. Критике на филм су биле углавном негативне. Хејм је добио похвале за свој глумачки перформанс и био је номинован за Награду Сатурн за најбољег младог глумца.
Иако Кунц никада није написао наставак свог романа, Корман је у периоду од 1994. до 1998. објавио још три наставка филма.

## Радња
Након експлозије у лабораторији за биолошка истраживања, златни ретривер успева да побегне, док га јури крволочно мутирано чудовиште познато као Окском. Тинејџер по имену Травис Корнел присваја пса и даје му име „Фурфејс” („Чупавко”), док у међувремену НСО агент, Лем Џонсон, трага за одбеглим псом и чудовиштем.

## Улоге
| Глумац           | Улога                  |
| ---------------- | ---------------------- |
| Кори Хејм        | Травис Корнел          |
| Мајкл Ајронсајд  | Лем Џонсон             |
| пас Сенди        | „Фурфејс” („Чупавко”)  |
| Барбара Вилијамс | Нора Корнел            |
| Лала Слотмен     | Трејси Кишан           |
| Данкан Фрејзер   | шериф Волт Гејнс       |
| Колин Винтон     | заменица шерифа Портер |
| Блу Манкума      | Клиф                   |
| Дејл Вилсон      | Бил Кишан              |
| Џејсон Пресли    | бициклиста             |
| Тунг Лунг        | наставник              |
| Дон С. Дејвис    | ветеринар              |
| Сузана Ристић    | газдарица хотела       |